# Акимото (озеро)
Акимото (яп. 秋元湖 акимото-кo) — пресноводное горное озеро в префектуре Фукусима в Японии. Наибольшая глубина озера 33 м, средняя — 13 м. Площадь озера — 3,9 км², его объём составляет 0,05 км³, а периметр — 24 км. Находится на высоте 725 м над уровнем моря. Вода из озера попадает в реку Нагасе, впадающую в озеро Инавасиро.
Располагается в районе Урабандай национального парка Бандай-Асахи, на территории посёлка Инавасиро и села Китасиобара. Местность вокруг озера особенно популярна в период появления свежей зелени и во время осенних красок. В 1916 году была построена плотина, поднявшая водяное зекрало с высоты 725 м до 736 м. У южного края озера начинается туннель длиной в 5 км с перепадом высот 200 м, отводящий воду к электростанции Акимото. Максимальная мощность электростанции составляет 93,6 МВт.
Озеро замерзает с января/февраля по март/апрель. Над озером часто дуют сильные восточные ветры. Вокруг озера произрастает бук городчатый.
Видимость в озере составляет 3,3-3,8 м. По содержанию питательных веществ озеро находится на границе между олиготрофными и мезотрофными озёрами. Время пребывания воды составляет 0,26 года. Дно озера сложено илом и глиной, а также песком.
Озеро — завального происхождения, оно образовалось в результате извержения вулкана Бандай 15 июля 1888 года. В результате извержения обрушился пик вулкана объёмом 1,7 км³, и образовавшиеся от этого селевые потоки перекрыли долины нескольких рек, уничтожив множество деревень и образовав около 300 водоёмов, включая Акимото. Акимото образовалось в результате запруживания рек, стекающих с гор Адзума (основные — Накацу и Окура). Акимото, Хибара и Оногава— крупнейшие из сформировавшихся таким образом озёр.
После аварии на АЭС Фукусима-1 в воде, осадке и рыбе озера Акимото, находящемся в 85 км от АЭС, в 2012—2013 годах были найдены радиоктивные изотопы цезия (134Cs и 137Cs). Радиоактивность осадка достигала в 2012 году 24 тыс. Бк/кг, а почвы на берегу — 80 тыс. Бк/кг.